# Ercolania
Ercolania is een geslacht van weekdieren uit de klasse van de Gastropoda (slakken).

## Soorten
- Ercolania annelyleorum Wägele, Stemmer, Burghardt & Händeler, 2010
- Ercolania boodleae (Baba, 1938)
- Ercolania coerulea Trinchese, 1892
- Ercolania endophytophaga K. R. Jensen, 1999
- Ercolania erbsus (Ev. Marcus & Er. Marcus, 1970)
- Ercolania evelinae (Marcus, 1959)
- Ercolania felina (Hutton, 1882)
- Ercolania fuscata (Gould, 1870)
- Ercolania gopalai (Rao, 1937)
- Ercolania halophilae K. R. Jensen, Kohnert, Bendell & Schrödl, 2014
- Ercolania irregularis (Eliot, 1904)
- Ercolania kencolesi Grzymbowski, Stemmer & Wägele, 2007
- Ercolania lozanoi Ortea, 1982
- Ercolania margaritae Burn, 1974
- Ercolania nigra (Lemche, 1935)
- Ercolania pica (Annandale & Prashad, 1922)
- Ercolania raorum (Ev. Marcus & Er. Marcus, 1970)
- Ercolania selva Ortea & Espinosa, 2001
- Ercolania subviridis (Baba, 1959)
- Ercolania talis (Ev. Marcus & Er. Marcus, 1956)
- Ercolania tentaculata (Eliot, 1917)
- Ercolania translucens K. R. Jensen, 1993
- Ercolania varians (Eliot, 1904)
- Ercolania viridis (A. Costa, 1866)
- Ercolania zanzibarica Eliot, 1903